# 美狐猴屬
美狐猴屬（学名：Eulemur）通称真狐猴，为靈長目狐猴科的一屬。它们是生活在马达加斯加的中等体型狐猴。

## 形态
美狐猴的体毛较长，通常呈红褐色。体长30-50厘米，尾巴比身体更长些，体重大约2-4公斤。

## 习性
美狐猴基本在白天活动，栖息于森林中。它们爬树的技巧很高，可以在林间跳跃很远的距离，长长的尾巴起到平衡身体的作用。在地面上时，它们用四肢行走。
美狐猴为群居动物，数量从2只到15只不等。
美狐猴基本以花、果和树叶为食，偶尔也吃昆虫。

## 繁殖
孕期125天。母狐猴在每年夏天或初秋分娩，一胎两仔。幼猴的哺乳期为五个月，成熟期为18月。美狐猴的平均寿命可达18年。

## 分类
本属现存11物种，如下：
- 黑狐猴 Eulemur macaco
- 褐狐猴 Eulemur fulvus
- 桑氏美狐猴 Eulemur sanfordi
- 白头美狐猴 Eulemur albifrons
- 红额狐猴 Eulemur rufifrons
- 红狐猴 Eulemur rufus
- 褐领美狐猴 Eulemur collaris
- 白领美狐猴 Eulemur albocollaris
- 蒙狐猴 Eulemur mongoz
- 冠狐猴 Eulemur coronatus
- 红腹狐猴 Eulemur rubriventer